# Gustavo Cardoso
Este artigo é sobre o jogador brasileiro de handebol. Para o académico Gustavo Cardoso, veja Gustavo Cardoso (Académico).
Gustavo Nakamura Cardoso, conhecido como Japa (Curitiba, 9 de janeiro de 1982) é um jogador brasileiro de handebol, que atua como armador esquerdo.
Integrou a seleção brasileira que ganhou medalha de prata
nos Jogos Pan-Americanos de 2011 em Guadalajara, no México.